# McDonald Jones Stadium
El McDonald Jones Stadium (hasta 2016 llamado Hunter Stadium) es un estadio multipropósito situado en Newcastle, Nueva Gales del Sur, Australia. En este estadio hacen de local el Newcastle Knights de la National Rugby League y el Newcastle United Jets de la A-League. Es propiedad de la Gobierno de Nueva Gales del Sur.

## Historia
Los trabajos de construcción del estadio comenzaron el 1 de diciembre de 1967 y fue inaugurado oficialmente por la reina Isabel II de Inglaterra el 10 de abril de 1970. Originalmente se llamó International Sports Centre (Centro Internacional de Deportes), aunque sigue formando parte hoy en día de dicho complejo deportivo.
Los Newcastle Knights firmaron un contrato de arriendo del estadio para jugar sus partidos de local en 1986. A comienzos de la década de los '90 una marca local de neumáticos, Marathon, ganó los derechos de patrocinio del estadio, por lo que el mismo pasó a llamarse Marathon Stadium. A fines del 2001, la empresa eléctrica EnergyAustralia logró hacerse con esos derechos, por lo que el estadio volvió a cambiar de nombre, para llevar el nombre que tiene actualmente.
Antes de su primera reconstrucción, el estadio tenía capacidad para 28 000 espectadores, incluidas 5000 localidades en la tribuna principal. El récord de asistencia se estableció en julio de 1995, cuando 32 642 espectadores asistieron al partido entre los Knights y los Manly-Warringah Sea Eagles. Pese a la falta de desórdenes e incidentes, la policía pidió a la administración del estadio reducir la capacidad por motivos de seguridad.
Después del retiro del excapitán de los Knights, Andrew Johns, la nueva tribuna este fue bautizada Tribuna Andrew Johns frente al público que asistió al posterior partido entre el Newcastle Knights y los Brisbane Broncos el 22 de abril de 2007.
En el estadio de Newcastle se disputaron cuatro partidos de la Copa Asiática 2015 de fútbol, incluyendo dos partidos de la fase de grupos, una semifinal y el partido por el tercer puesto.

## Reconstrucciones

### Primera reconstrucción (2003-2005)
La primera reconstrucción del EnergyAustralia Stadium se efectuó entre los años 2003 y 2005. Ésta fue posible gracias al financiamiento del gobierno de Nueva Gales del Sur y subsidios del gobierno estatal.
Los factores que hicieron necesaria esta reconstrucción son los siguientes:
- Incumplimiento de las normas de la National Rugby League en cuanto a la infraestructura, sobre todo los vestuarios.
- Fracaso en los intentos de traer eventos deportivos de importancia a la zona.
- Infraestructura inadecuada y envejecimiento de las instalaciones.
- Cantidad de localidades cubiertas muy por debajo de los estándares de calidad de la NRL.
- Mínimo de zonas dentro de la tribuna para aumentar los miembros del patronato, tanto durante un evento deportivo y no en días de partido.
- Instalaciones deficientes para los medios de comunicación.
- Instalaciones temporales insatisfactorias para los espectadores en las zonas norte y sur de la tribuna occidental.
- La necesidad percibida por el gobierno laborista entrante para contribuir a la infraestructura pública en una región de votos seguros.[1][2]

La primera fase de la reconstrucción se completó a principios de 2004. Ésta consistió en: 
- La construcción de una planta baja en la tribuna este (puesta en funcionamiento poco antes de la temporada 2004 de la NRL y de los ensayos de la ANZAC). Dicho nivel tiene capacidad para 7700 personas.
- Traslado de stands de empresas y asientos a las tribunas norte y sur.

La segunda etapa de la reconstrucción se inició en 2004 y se terminó en 2005. Este consistió en: 
- La construcción del segundo nivel de asientos y stands de empresas en la tribuna este.
- Una nueva pantalla de video.
- Trabajos de reparación de la tribuna oeste, incluida la reconstrucción de las instalaciones para los medios de comunicación.

### Segunda reconstrucción (2008-2010)
Durante la campaña electoral en Nueva Gales del Sur, el primer ministro electo Morris Iemma prometió $30 000 000 para realizar arreglos en el estadio, siempre y cuando el Parlamento de Australia apruebe los fondos.
El 1 de abril de 2007 el parlamento confirmó que abonará $10 millones más, los que se usarán para reconstruir la tribuna este. Estos fondos se agregan a los $30 millones que se habían aprobado anteriormente por el gobierno del estado. Este es un paso vital para la reconstrucción del estadio, la que debería estar lista en el año 2011.
Los $40 millones serán utilizados para ampliar la capacidad del estadio a 40 000 espectadores y mejorar la infraestructura del mismo.
A partir de 2008, el estadio sufrirá una nueva ampliación para aumentar la capacidad a 33 000 espectadores, con la idea de que el estadio sea sede de la Copa de Asia 2015 y de la Copa del Mundo de 2018, en caso de que Australia sea designada como anfitrión en ambos torneos. Como parte del anuncio, Iemma dijo que la capacidad podría ser aumentada temporalmente a 40 000 espectadores, capacidad necesaria para ser sede de la Copa del Mundo, mediante asientos temporales. El costo total de los trabajos sería de $60 millones ($50 millones del estado y otros $10 del gobierno local). La construcción se dividirá en 4 etapas:
- Etapa 1: Vestuarios, calefacción y habitaciones de atención médica, junto con duchas, baños y 855 asientos en el sector suroeste. Esta etapa se completó en junio de 2008.
- Etapa 2: Se repiten las reparaciones de la etapa 1 en el sector norte de la tribuna oeste.
- Etapa 3: Se realizará la construcción de tribunas en las zonas de tierra en los sectores norte y sur, sustituyendo a las colinas con césped para el público.
- Etapa 4: Demolición de la actual tribuna oeste para sustituirla por una similar a la del sector este.

Aunque la construcción se llevará a cabo durante las temporadas del Newcastle Knights y Newcastle United Jets, los encargados han declarado que habrá un mínimo efecto en la asistencia debido a que las ampliaciones se harán en forma gradual.

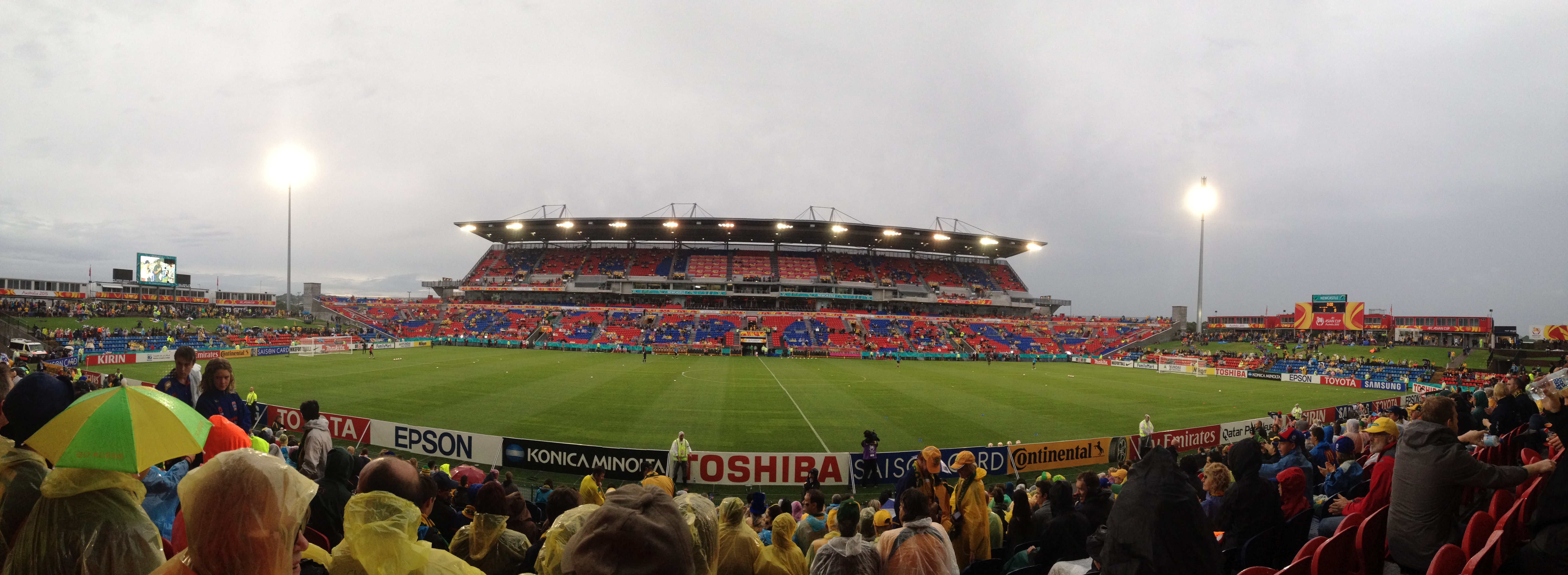
Panorámica del estadio.

## Eventos disputados

### Copa Asiática 2015
- El estadio albergó cuatro partidos de la Copa Asiática 2015.
| Fecha               | Selección #1           | Resultado | Selección #2           | Ronda                 | Espectadores |
| ------------------- | ---------------------- | --------- | ---------------------- | --------------------- | ------------ |
| 12 de enero de 2015 | Japón                  | 4 - 0     | Palestina              | Primera fase, Grupo D | 17 147       |
| 17 de enero de 2015 | Omán                   | 1 - 0     | Kuwait                 | Primera fase, Grupo A | 7499         |
| 27 de enero de 2015 | Australia              | 2 - 0     | Emiratos Árabes Unidos | Semifinal             | 21 079       |
| 30 de enero de 2015 | Emiratos Árabes Unidos | 3 - 2     | Irak                   | Tercer lugar          | 12 829       |